# Лихославъл
Лихославъл (на руски: Лихославль) е град в Русия, административен център на Лихославълски район, Тверска област. Населението на града към 1 януари 2018 година е 11 594 души.